# Лиса Гора (селище)
Лиса Гора —  селище в Україні, у Коропській селищній громаді Новгород-Сіверського району Чернігівської області. Населення становить 3 осіб. До 2016 орган місцевого самоврядування — Коропська селищна рада.

## Символіка
На гербі зображена зелена полога лиса гора, що означає назву селища (герб є промовистим). На лисих горах здавна поклонялися жіночим божествам, тому на гербі в білому промені у формі гори зображена зірка богині Лади виконана в синьому кольорі, що додатково також символізує плетиво озер і річок біля села. Два коропи бо боках засвідчують важливість риболовлі в житті селян, а також те, що село є частиною Коропської громади.

## Історія
Серед деснянських луків стоять дев'ять хат. Майже всі вони перетворені на заміські будиночки або дачі жителів райцентру. На 2012 рік тільки в одній постійно проживають люди. В одній - родина Бочкових. І все ж таки близькість райцентру та річки помітна: через хутір нерідко проїжджають рибалки або відпочивальники. 
12 червня 2020 року, відповідно до розпорядження Кабінету Міністрів України № 730-р «Про визначення адміністративних центрів та затвердження територій територіальних громад Чернігівської області», увійшло до складу Коропської селищної громади.
19 липня 2020 року, в результаті адміністративно-територіальної реформи та ліквідації Коропського району, увійшло до складу Новгород-Сіверського району Чернігівської області.